# Château de la Berrière
Le château de la Berrière est un château situé à Barbechat, en France.

## Localisation
Le château est situé dans la commune de Divatte-sur-Loire (commune déléguée de Barbechat), dans le département de la Loire-Atlantique.

## Historique
Sur une base probablement médiévale, il s'agit d'un ensemble seigneurial remontant au XIVe siècle, successivement propriété de Pierre Eder, puis des familles de Goulaine, de Vaux et de Sesmaisons. Ces derniers transforment cette ancienne place forte fossoyée en château résidentiel.
Il est agrandi et remanié au début XVIIIe siècle par la famille Bertrand de Cœuvres qui plante le vignoble et installe les bâtiments annexes.
Le corps principal est partiellement incendié le 10 mars 1794, pendant la guerre de Vendée, détruisant l'aile ouest et le corps central.
Entre 1800 et 1810, le logis est reconstruit par la famille de Bascher, sur le même plan que celui de 1737, mais en adoptant le style Directoire. Vers 1860, la façade sur le parc du corps principal est modifiée par l'ajout d'une excroissance pentagonale, pour y loger un nouvel escalier face au vestibule.
Entre 1908 et 1912, Joseph de Bascher, peintre, fait transformer les combles de l'aile ouest, en un atelier. Cette modification en béton est ornée d'un décor néo-Renaissance. Antony de Bascher, père de Jacques de Bascher, en hérite en 1951. À sa mort en 1975, sa veuve, née Armelle Petit, exploite le domaine viticole.
Le monument est inscrit au titre des monuments historiques en 2011.

## Description
Le château de la Berrière présente une très large typologie d'édifices, d'édicules et d'infrastructures qu'il est rare de retrouver aujourd'hui dans un site aussi restreint. Par ailleurs, même si la plupart méritent d'importants travaux, leur état, combiné à la persistance d'éléments anciens toujours en place, offre à ces éléments un intérêt historique et patrimonial de premier ordre.

Sur une plateforme quadrangulaire s'implante un corps de logis principal et deux avant-corps formant les communs. Cette plateforme est entourée de douves en eau franchissables par deux ponts dont le principal, dans l'axe, est fermé par une grille encadrée de piliers amortis par des lions couchés.
Sur le côté Est se développe la basse-cour, développée en U pour l'activité viticole. C'est dans cette partie qu'a été implantée la grande grange dont la couverture a disparu. Elle est couverte par une bâche provisoire. À l'arrière de ces bâtiments est dessinée une cour en demi-lune dont le centre est magnifié par la présence d'un pédiluve ovale pour les chevaux, muni de deux rampes plongeantes.
Sur le côté Ouest, a été érigée la chapelle Saint-Roch à laquelle on accède par l'intermédiaire d'une grille et d'une allée plantée d'arbres. Ce bâtiment présente de nombreux désordres graves dont l'altération de la couverture et de la charpente ouest et la dégradation du vitrail axial qui menace de s'effondrer. Entre la chapelle et le château existent un puits dont l'eau à la réputation d'être « miraculeuse » et un très grand vivier auquel on accède par l'intermédiaire de larges degrés. 
Au sud, de l'autre côté de la route, les bâtiments de service regroupent étables, granges (pailler), soue à cochons et un four à pain récemment remis en service. Et plus en arrière, face aux vignes s'élève la fuie dont la coupole sommitale a disparu accidentellement dans les années 1960. La maçonnerie du pigeonnier présente de très profondes fissures menaçant son intégrité.
L'ensemble est actuellement soutenu par l'association des Amis du Château de la Berrière qui organise de nombreuses manifestations et par l'Architecte du Patrimoine Régis Ribet. Un dossier de restauration a été présenté et retenu pour le Loto du patrimoine organisé par Stéphane Bern.

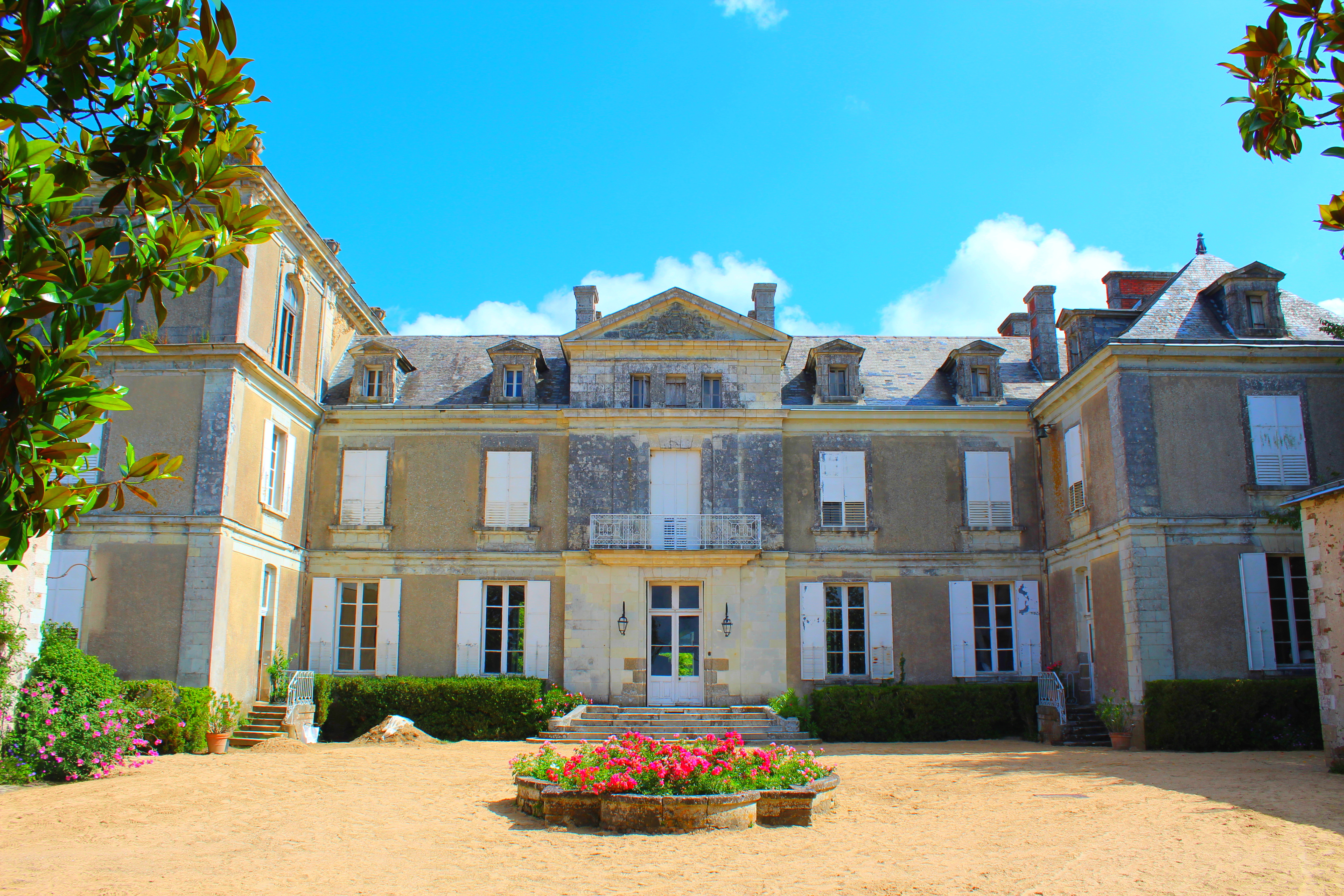
Façade sud.
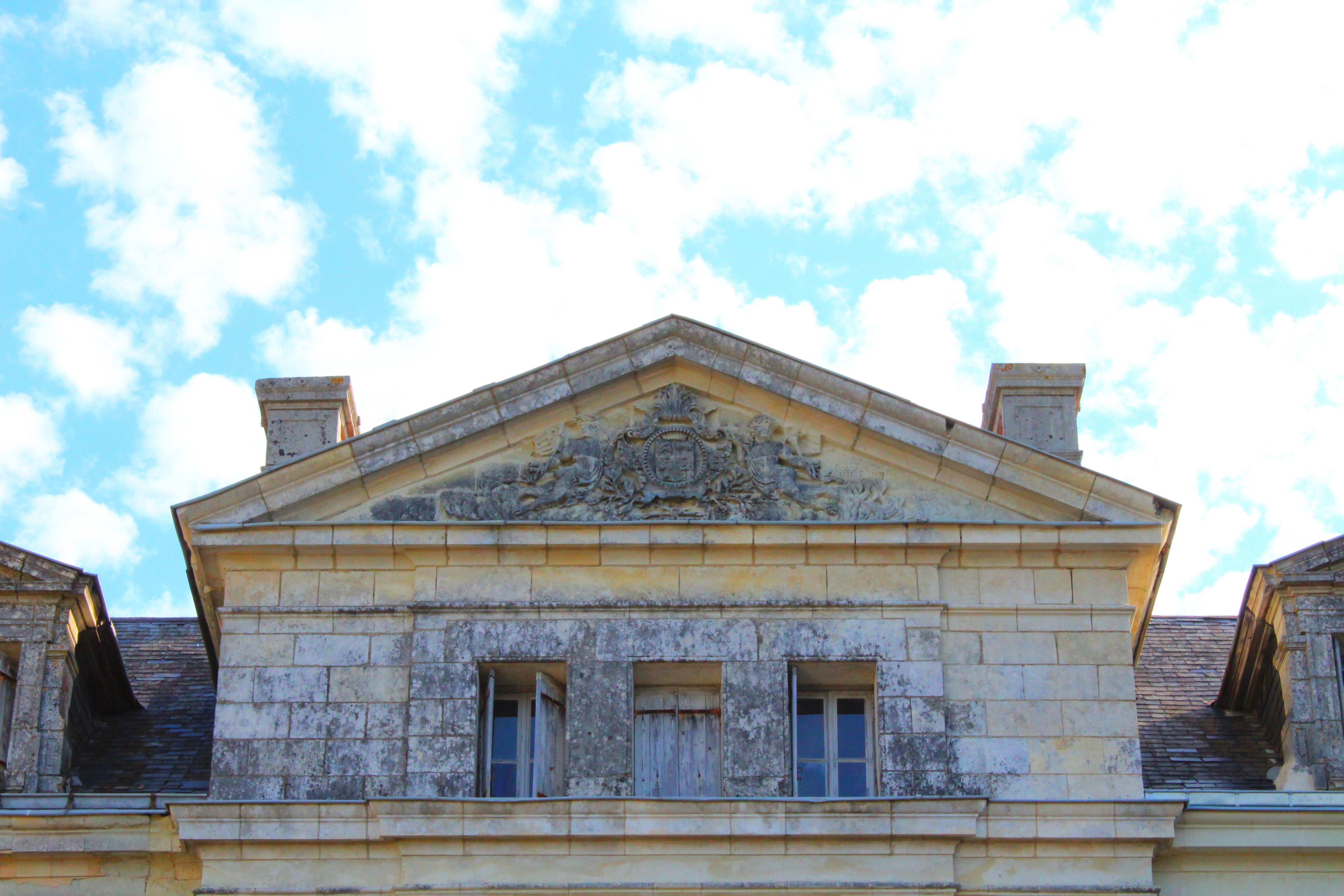
Fronton du château, armes des Bascher.
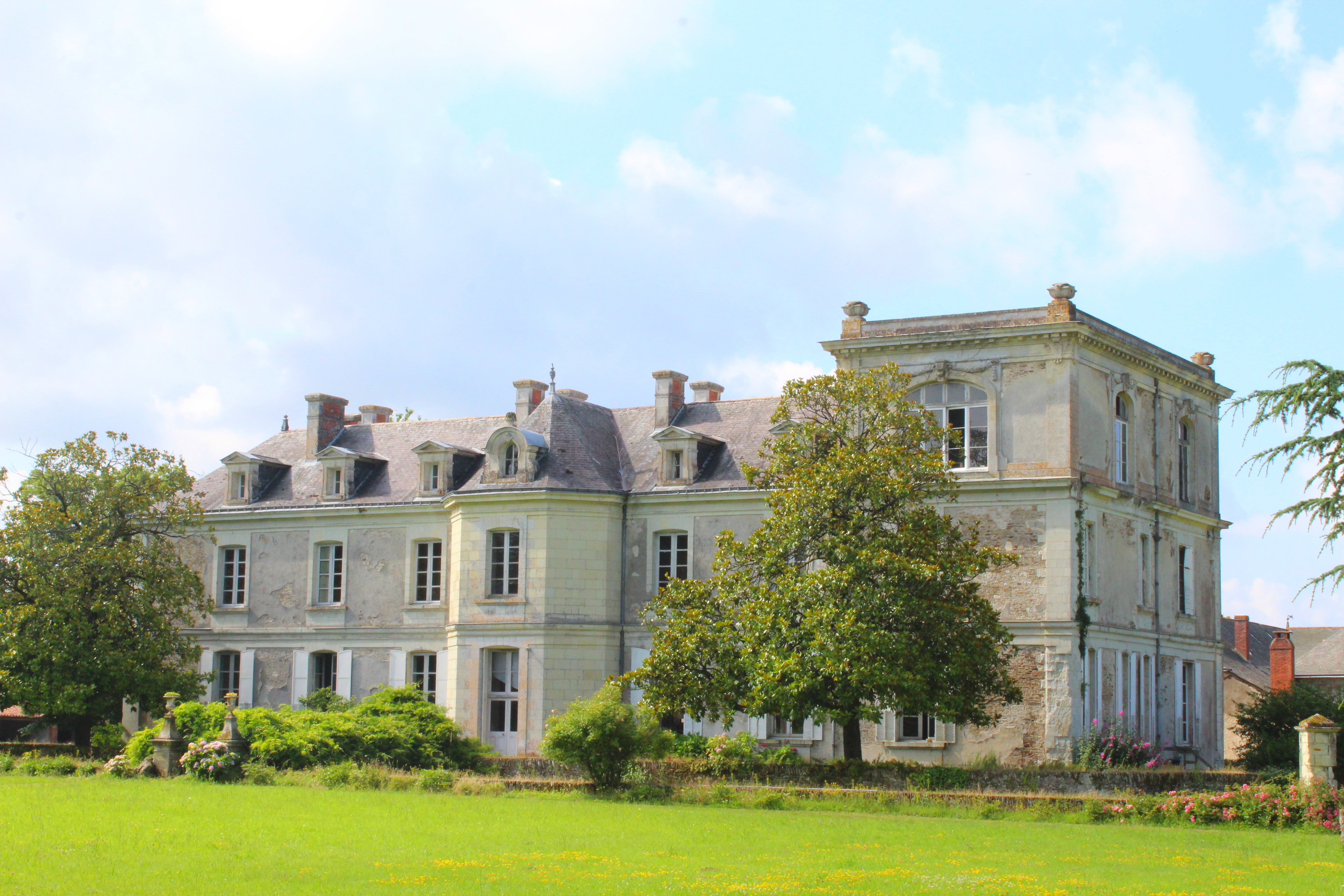
Façade nord.
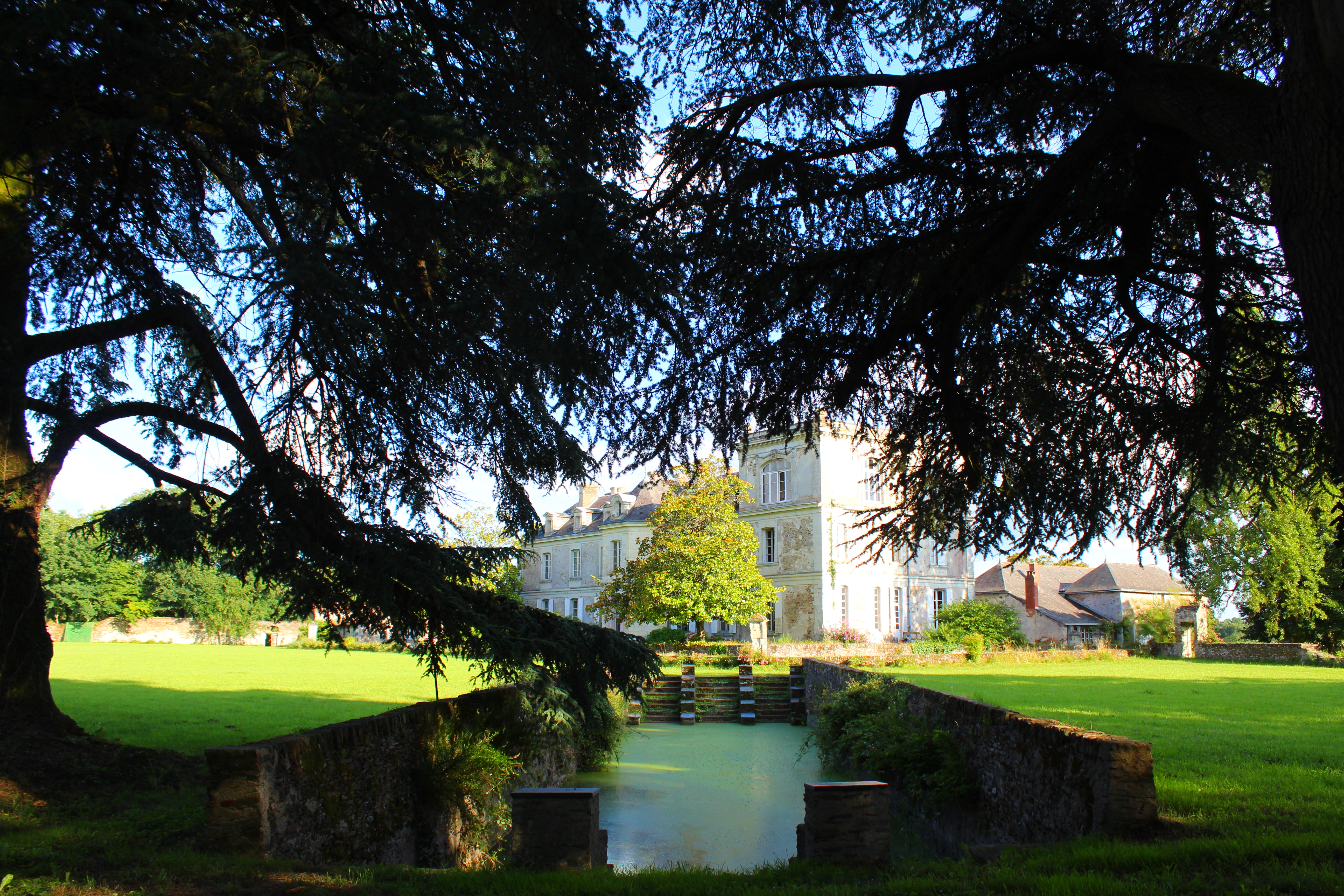
Vivier du château.
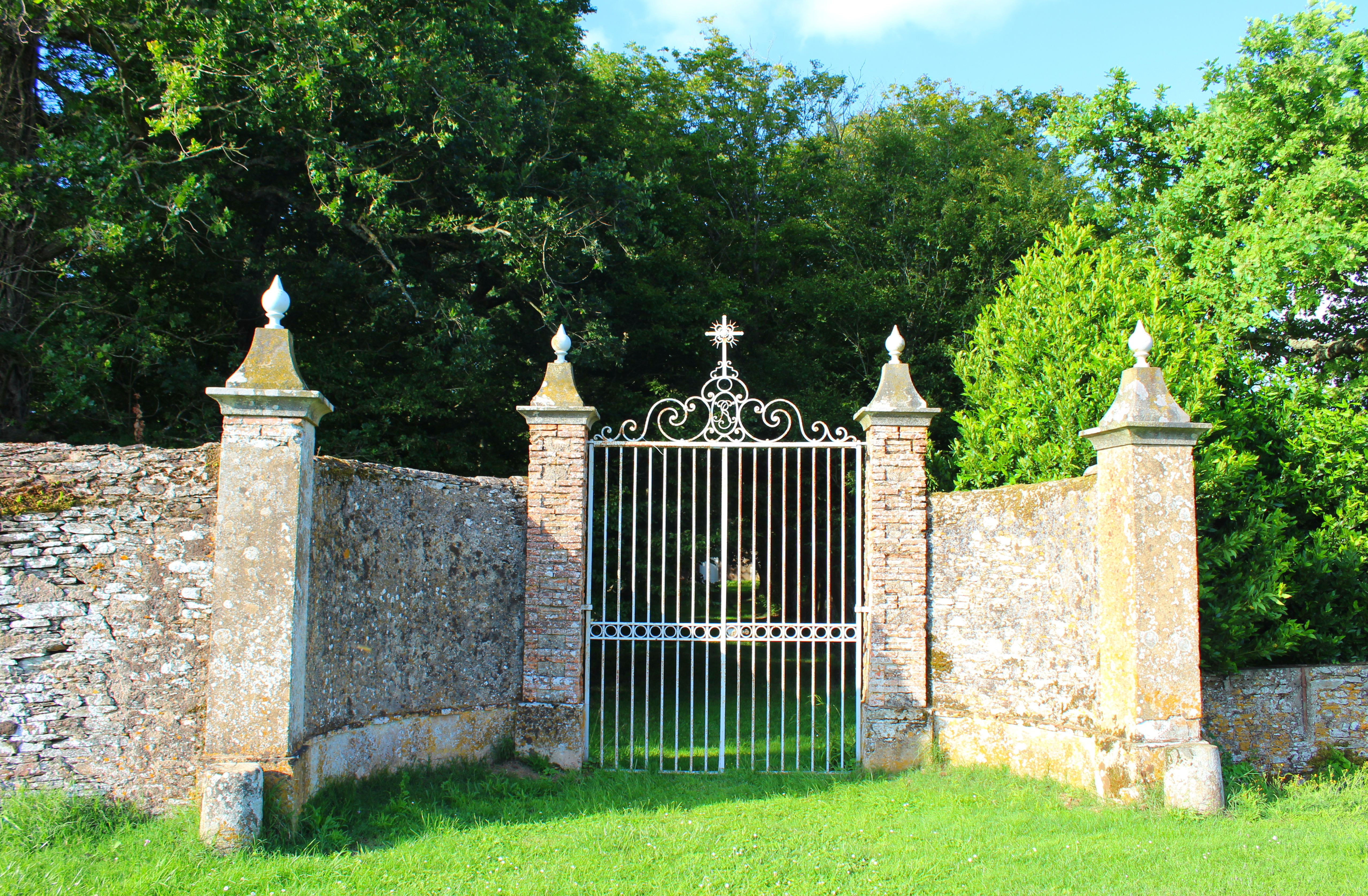
Grille de la chapelle Saint-Roch.
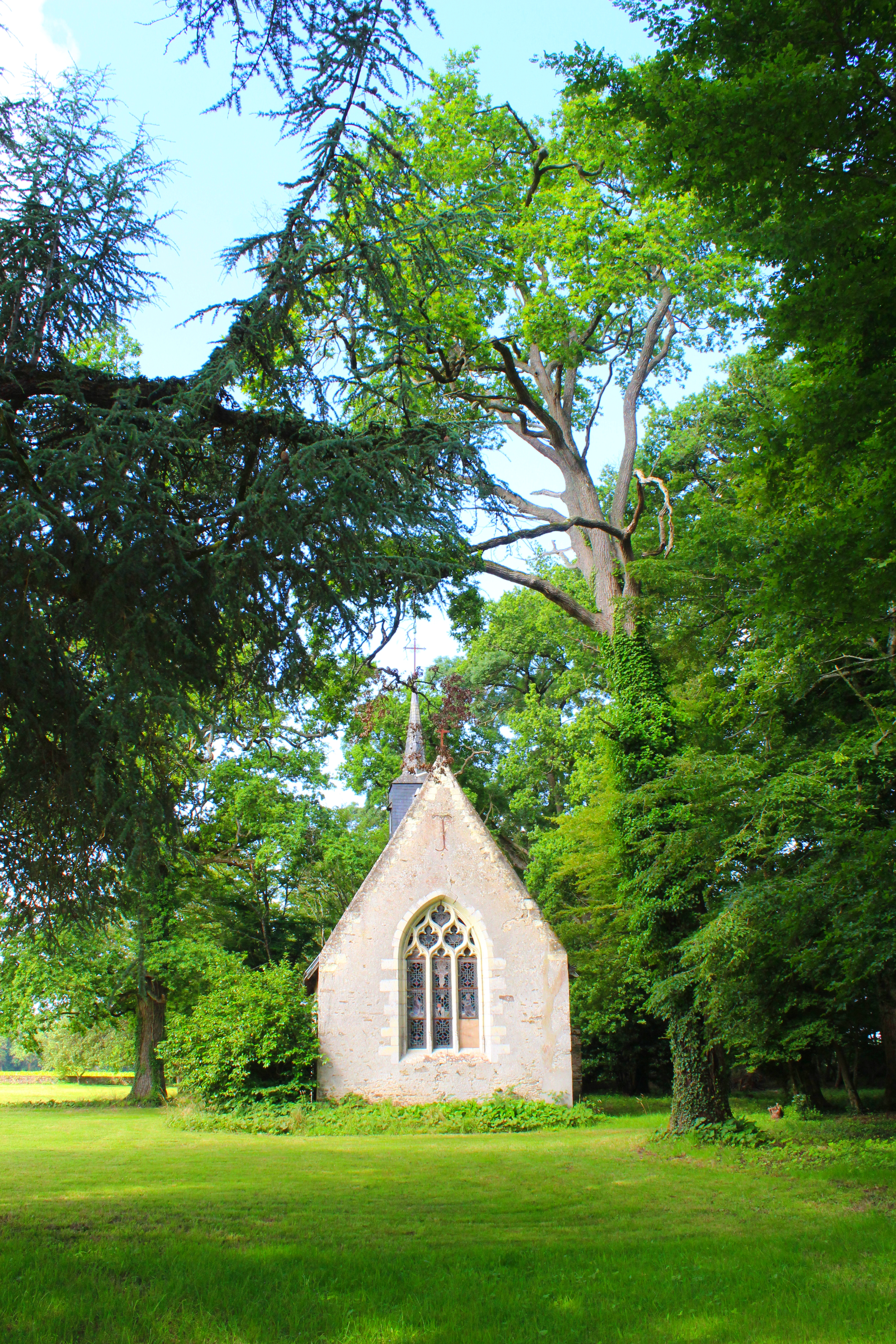
Chapelle Saint-Roch.